# 아키라 이리에
아키라 이리에(영어: Akira Iriye, 1934년 10월 20일~)는 일본 태생 미국의 국제정치학자이다. 본명은 이리에 아키라(일본어: 入江 昭)이다. 일본 도쿄부 태생으로 세이케이 고등학교(成蹊高等学校)를 졸업하였고 1953년 미국으로 건너가 하버드 대학교에서 역사학 박사 학위를 취득하였다. 전공은 미국 외교정책사(History of United States foreign policy). 캘리포니아 대학교와 시카고 대학교를 거쳐 1989년부터 하버드 대학교의 역사학 교수로 재직하였으며 현재는 명예교수(Emeritus)이다. 미국 역사학회(American Historical Association) 회장을 지냈다.
《미일관계 50년》, 《태평양전쟁의 기원》, 《평화적 발전주의와 일본》, 《정치권력을 넘어서》, 《20세기의 전쟁과 평화》, 《중일관계 100년》 등의 책을 집필하였다.

## 같이 보기
- 5·3 참변